# Jonas Johansson
Jonas Johansson (* 18. března 1984 v Jönköpingu) je bývalý švédský hokejový útočník.

## Hráčská kariéra
S hokejem začínal v rodném městě v týmu HV71, kde odehrál mládežnické kategorie a debutoval v domácí nejvyšší lize Elitserien v sezóně 2001/2002. Po odehrané sezóně byl v roce 2002 draftován v NHL v 1. kole celkově 28., týmem Colorado Avalanche a ve stejným roce byl draftován v CHL v 1. kole celkově 45., týmem Kamloops Blazers.
V létě roku 2002 odešel do Severní Ameriky, kde hrál v lize WHL v týmu Kamloops Blazers, ve kterém strávil dvě sezóny 2002/04. 22. října 2003 byl společně s Batesem Battagliou vyměněn do týmu Washington Capitals za Steveho Konowalchuka a 3. kolo draftu v roce 2004 (Casey Borer).
V sezóně 2004/05 se nedostal do hlavní sestavy Capitals a byl poslán na farmu v Portland Pirates (AHL), kde strávil takřka celou základní část a pět zápasů v základní části odehrál na druhé farmě v South Carolina Stingrays (ECHL). Do nové sezóny 2005/06 se celý farmářský tým z Portlandu stěhoval do týmu Hershey Bears, se kterým se Capitals dohodl na spolupráci. Johansson opět hrával převážně na farmě v Bears, kde odehrál celkem 39 zápasů v nichž nasbíral 11 bodů a na druhé farmě v South Carolina Stingrays odehrál opět pět zápasů v nichž nasbíral osm bodů a 18. dubna 2006 debutoval v NHL proti týmu Tampa Bay Lightning, ve kterém si připsal dvě trestné minuty. V následující sezóně 2006/07 hrával v lize AHL nejprv v týmu Hershey Bears a 27. února 2007 byl poslán na hostování do týmu Grand Rapids Griffins kde dohrál sezónu.
Po pěti letech strávených v Severní Americe se vrátil do mateřského týmu HV71, kde podepsal dvouletou smlouvu. Během těch dvou odehraných sezón s týmem v prvním ročníku 2007/08 vybojoval titul a ve druhém ročníku 2008/09 dokráčel opět do finále ale podlehli týmu Färjestads BK 1:4 na zápasy. Po vypršení smlouvy podepsal 19. května 2009 jednoletou smlouvu s týmem Västerås IK, který působil v nižší Švédské lize HockeyAllsvenskan. S týmem nakonec obsadil osmé místo se 74 body. Po vypršení smlouvy se 31. srpna 2010 dohodl na jednoleté smlouvě s týmem SG Cortina, který působil v Italské nejvyšší lize Lega Italiana Hockey Ghiaccio. V sezóně 2010/11 odehrál 39 zápasů, ve kterých vstřelil 23 gólů a 24 asistenci a v týmu SG Cortina se stal nejlepším střelcem a druhým nejlepším nahrávačem.

## Ocenění a úspěchy
- 2014 GET-l - All-Star Tým

## Prvenství
- Debut v NHL - 18. dubna 2006 (Tampa Bay Lightning proti Washington Capitals)

## Klubové statistiky
| Sezóna       | Klub                     | Soutěž       |        | Základní část | Základní část | Základní část | Základní část | Základní část |        | Play off | Play off | Play off | Play off | Play off |
| Sezóna       | Klub                     | Soutěž       | Z      | G             | A             | B             | TM            | Z             | G      | A        | B        | TM       |          |          |
| 1999/2000    | HV71 18                  | HAll-18      | 9      | 6             | 3             | 9             | 2             | —             | —      | —        | —        | —        |          |          |
| 2000/2001    | HV71 18                  | HAll-18      | 8      | 7             | 6             | 13            | 10            | 2             | 1      | 0        | 1        | 0        |          |          |
| 2000/2001    | HV71 20                  | SE-20        | 15     | 5             | 2             | 7             | 4             | 2             | 0      | 0        | 0        | 0        |          |          |
| 2001/2002    | HV71 20                  | SE-20        | 26     | 15            | 19            | 34            | 20            | —             | —      | —        | —        | —        |          |          |
| 2001/2002    | HV71                     | SEL          | 5      | 0             | 0             | 0             | 0             | 2             | 0      | 0        | 0        | 0        |          |          |
| 2002/2003    | Kamloops Blazers         | WHL          | 26     | 10            | 25            | 35            | 8             | 6             | 1      | 2        | 3        | 4        |          |          |
| 2003/2004    | Kamloops Blazers         | WHL          | 72     | 18            | 19            | 37            | 70            | 5             | 2      | 2        | 4        | 4        |          |          |
| 2004/2005    | Portland Pirates         | AHL          | 50     | 3             | 6             | 9             | 8             | —             | —      | —        | —        | —        |          |          |
| 2004/2005    | South Carolina Stingrays | ECHL         | 5      | 4             | 2             | 6             | 10            | —             | —      | —        | —        | —        |          |          |
| 2005/2006    | Hershey Bears            | AHL          | 37     | 5             | 5             | 10            | 24            | 2             | 1      | 0        | 1        | 4        |          |          |
| 2005/2006    | South Carolina Stingrays | ECHL         | 5      | 5             | 3             | 8             | 2             | —             | —      | —        | —        | —        |          |          |
| 2005/2006    | Washington Capitals      | NHL          | 1      | 0             | 0             | 0             | 2             | —             | —      | —        | —        | —        |          |          |
| 2006/2007    | Hershey Bears            | AHL          | 44     | 5             | 19            | 24            | 48            | —             | —      | —        | —        | —        |          |          |
| 2006/2007    | Grand Rapids Griffins    | AHL          | 12     | 3             | 2             | 5             | 10            | —             | —      | —        | —        | —        |          |          |
| 2007/2008    | HV71                     | SEL          | 47     | 4             | 1             | 5             | 12            | 17            | 1      | 0        | 1        | 0        |          |          |
| 2008/2009    | HV71                     | SEL          | 50     | 2             | 4             | 6             | 18            | 9             | 0      | 0        | 0        | 0        |          |          |
| 2009/2010    | Västerås IK              | Hall         | 36     | 6             | 3             | 9             | 18            | —             | —      | —        | —        | —        |          |          |
| 2010/2011    | SG Cortina               | LIGH         | 39     | 23            | 24            | 47            | 14            | —             | —      | —        | —        | —        |          |          |
| 2011/2012    | SG Cortina               | LIGH         | 41     | 21            | 26            | 47            | 20            | 9             | 4      | 3        | 7        | 6        |          |          |
| 2012/2013    | HC Alleghe               | LIGH         | 35     | 9             | 24            | 33            | 16            | 3             | 0      | 0        | 0        | 0        |          |          |
| 2013/2014    | IK Frisk Asker           | GET-l        | 44     | 28            | 16            | 44            | 42            | 5             | 1      | 1        | 2        | 14       |          |          |
| 2014/2015    | Lausitzer Füchse         | DEL2         | 44     | 20            | 36            | 56            | 8             | 3             | 0      | 2        | 2        | 2        |          |          |
| 2015/2016    | Stavanger Oilers         | GET-l        | 21     | 3             | 7             | 10            | 10            | —             | —      | —        | —        | —        |          |          |
| 2015/2016    | SønderjyskE Ishockey     | ML           | 7      | 0             | 3             | 3             | 0             | —             | —      | —        | —        | —        |          |          |
| 2015/2016    | IF Troja-Ljungby         | Div.1        | 12     | 4             | 4             | 8             | 6             | 16            | 5      | 2        | 7        | 4        |          |          |
| 2016/2017    | HC Gherdëina             | AlpsHL       | 33     | 8             | 21            | 29            | 36            | —             | —      | —        | —        | —        |          |          |
| 2017/2018    | Nehrál                   | Nehrál       | Nehrál | Nehrál        | Nehrál        | Nehrál        | Nehrál        | Nehrál        | Nehrál | Nehrál   | Nehrál   | Nehrál   |          |          |
| 2018/2019    | HA74 Sävsjö              | Div.2        | 11     | 4             | 14            | 18            | 2             | —             | —      | —        | —        | —        |          |          |
| 2019/2020    | HA74 Sävsjö              | Div.2        | 14     | 7             | 9             | 16            | 8             | —             | —      | —        | —        | —        |          |          |
| Celkem v SEL | Celkem v SEL             | Celkem v SEL | 102    | 6             | 5             | 11            | 30            | 28            | 1      | 0        | 1        | 0        |          |          |
| Celkem v AHL | Celkem v AHL             | Celkem v AHL | 143    | 16            | 32            | 48            | 90            | 2             | 1      | 0        | 1        | 4        |          |          |
| Celkem v NHL | Celkem v NHL             | Celkem v NHL | 1      | 0             | 0             | 0             | 2             | —             | —      | —        | —        | —        |          |          |

## Reprezentace
| Rok                       | Tým                       | Soutěž                    | Z | G | A | B | TM |
| ------------------------- | ------------------------- | ------------------------- | - | - | - | - | -- |
| 2002                      | Švédsko 18                | MS-18                     | 8 | 1 | 5 | 6 | 18 |
| Juniorská kariéra celkově | Juniorská kariéra celkově | Juniorská kariéra celkově | 8 | 1 | 5 | 6 | 18 |